# Charmes (Vosges)
Charmes is een gemeente in het Franse departement Vosges in de regio Grand Est. Het centrum van de plaats ligt ten westen van de Moezel en het Canal de l'Est. Deze twee liggen parallel aan elkaar. Een brug deelt Charmes in tweeën, aan de linkeroever ligt het centrum, aan de rechteroever het deel met het station. In 1999 waren er 4665 inwoners. De plaats maakt deel uit van het arrondissement Épinal.
Bezienswaardig is het Monument de Lorraine, ter herdenking van een veldslag die hier in augustus 1914 plaatsvond.

## Geboren in Charmes
- Maurice Barrès (1862-1923), Frans nationalistisch schrijver

## Geografie
De oppervlakte van Charmes bedraagt 23,5 km², de bevolkingsdichtheid is 198,5 inwoners per km².
De onderstaande kaart toont de ligging van Charmes (Vosges) met de belangrijkste infrastructuur en aangrenzende gemeenten.

## Demografie
Onderstaande figuur toont het verloop van het inwonertal (bron: INSEE-tellingen).